# 16707 Norman
16707 Norman è un asteroide della fascia principale. Scoperto nel 1995, presenta un'orbita caratterizzata da un semiasse maggiore pari a 3,0996105 UA e da un'eccentricità di 0,1156704, inclinata di 13,38935° rispetto all'eclittica.